# Sebaea erosa
Sebaea erosa là một loài thực vật có hoa trong họ Long đởm. Loài này được Schinz miêu tả khoa học đầu tiên.